# Vriesea flammea
Vriesea flammea là một loài thuộc chi Vriesea. Đây là loài đặc hữu của Brasil.